# 德米特里夫卡 (科洛馬克區)
49°48′2″N 35°23′5″E / 49.80056°N 35.38472°E
德米特里夫卡（烏克蘭語：Дмитрівка）是位於烏克蘭東部的村莊，由哈爾科夫州博霍杜希夫區的科洛馬克市鎮負責管轄。該村始建於1675年，面積0.45平方公里，海拔高度174米，2001年人口135，人口密度每平方公里303.4人。